# Az orvosi táska
Az orvosi táska (The Little Black Bag) Cyril M. Kornbluth science fiction novellája, amely elnyerte az 1951-es Retro Hugo-díjat, 1971-ben pedig az Analog Science Fact & Fiction szavazásán minden idők 13. legjobb sci-fi novellájának választották. A mű magyarul először a Galaktika 8. számában jelent meg 1974-ben, később kiadták az Alagút a világ alatt című antológiában 1975-ben, majd a Galaktika 146. számában is, 1992 novemberében.

## Cselekménye
|  | Alább a cselekmény részletei következnek! |

A 25. században, a mai trendeknek megfelelően, az emberiség túlnyomó többségét a szellemileg visszamaradottak alkotják. A zsenik mégis fenntartják a látszatot, és a háttérből próbálják normális mederben tartani az eseményeket. Ennek a fonák helyzetnek az eredményeképp adódik egy kisebb baleset: egy akaratlanul megépített időgép visszaröppent egy hipermodern orvosi műszerekkel teli táskát a 20. századba.
A táska Full doktor, a lezüllött alkoholista orvos birtokába kerül. A varázslatos műszerek és gyógyszerek szinte maguktól működnek és gyógyítanak. Full doktor ezt látván jó útra tér, és jól menő rendelőt nyit, ahol betegeket gyógyít. A vállalkozása sikeres, kénytelen azonban bevenni az üzletbe Angie-t, a 18 éves utcalányt, aki véletlenül rájött a táska titkára.
Full doktor lemondana a táskáról az emberiség javára, Angie azonban hallani sem akar erről. Összevesznek, Angie megöli a férfit, és egyedül viszi tovább a vállalkozást. Ám a 25. században értesülnek a bűntettről, és deaktiválják a táska műszereit, ami Angie-re nézve végzetes következményekkel jár.
|  | Itt a vége a cselekmény részletezésének! |